# Heinrich Barth (cestovatel)
Heinrich Barth (16. února 1821 Hamburk — 25. listopadu 1865 Berlín) byl německý geograf, historik a filolog, známý svými výzkumnými cestami po Africe.
Pocházel ze zámožné obchodnické rodiny, vystudoval prestižní hamburskou střední školu Johanneum a nastoupil na berlínskou univerzitu, kdy byli mezi jeho pedagogy Carl Ritter a August Boeckh. V letech 1840—1841 procestoval Itálii, doktorskou práci napsal o korintských obchodních osadách.
V roce 1845 se vydal na archeologickou výpravu za antickými památkami na středomořském pobřeží Afriky, při níž prošel z Tangeru do Káhiry, pak se dostal proti proudu Nilu do Wádí Halfy a odtud přes poušť do přístavu Berenice Troglodytica na Rudém moři. Vracel se přes Palestinu, Malou Asii a Řecko a do Hamburku dorazil koncem roku 1847. O rok později obdržel titul soukromého docenta.
V březnu 1850 se připojil k britské výpravě vedené misionářem Jamesem Richardsonem, která vyrazila z Tripolisu, přešla Saharu (zde Barth objevil skalní malby zvířat, které ho přivedly na myšlenku, že v minulosti byla Sahara úrodnou zemí) a dorazila do města Kano v království Kanem-Bornu. Krátce nato Richardson zemřel a Barth se sám vydal na průzkum oblasti okolo Čadského jezera, navštívil také království Bagirmi v povodí řeky Šari, jako první Evropan poznal řeku Benue. Poté se obrátil na západ a dosáhl řeky Nigeru, po které se jako jeden z prvních Evropanů dostal do Timbuktu. Zde mu poskytl útočiště vzdělaný šejk Ahmad al-Bakkai al-Kunti, což Bartha zachránilo před útoky islámských fanatiků, kteří nedovolovali nevěřícím vstup do města. Z Timbuktu odcestoval Barth zpátky do Kanem-Bornu, kde se v prosinci 1854 setkal s dalším německým výzkumníkem Eduardem Vogelem, pátrajícím po osudech Richardsonovy expedice. Poté Barth zamířil s obchodní karavanou přes Saharu do Tripolisu, kam dorazil 28. srpna 1855, a vrátil se do Německa.
Barth na cestách využíval svého rozsáhlého vzdělání: ovládal nejen angličtinu, francouzštinu a arabštinu, ale domluvil se také fulbsky a kanurijsky. Nešlo mu pouze o zeměpisné objevy, ale jako první odborně zkoumal také historii a kulturu domorodých národů, objevil například pro Evropu kanurijskou kroniku Girgam, byl znalcem Koránu. Poznatky ze svých cest shrnul v pětidílném spisu Reisen und Entdeckungen in Nord- und Centralafrika. Obdržel titul mimořádného profesora Berlínské univerzity a britský Řád lázně, byl jmenován členem Royal Geographical Society, podnikl ještě cesty na Balkánský poloostrov a do Španělska, zemřel ve věku 44 let na následky tropických nemocí, jež utrpěl za své africké anabáze.

## Galerie

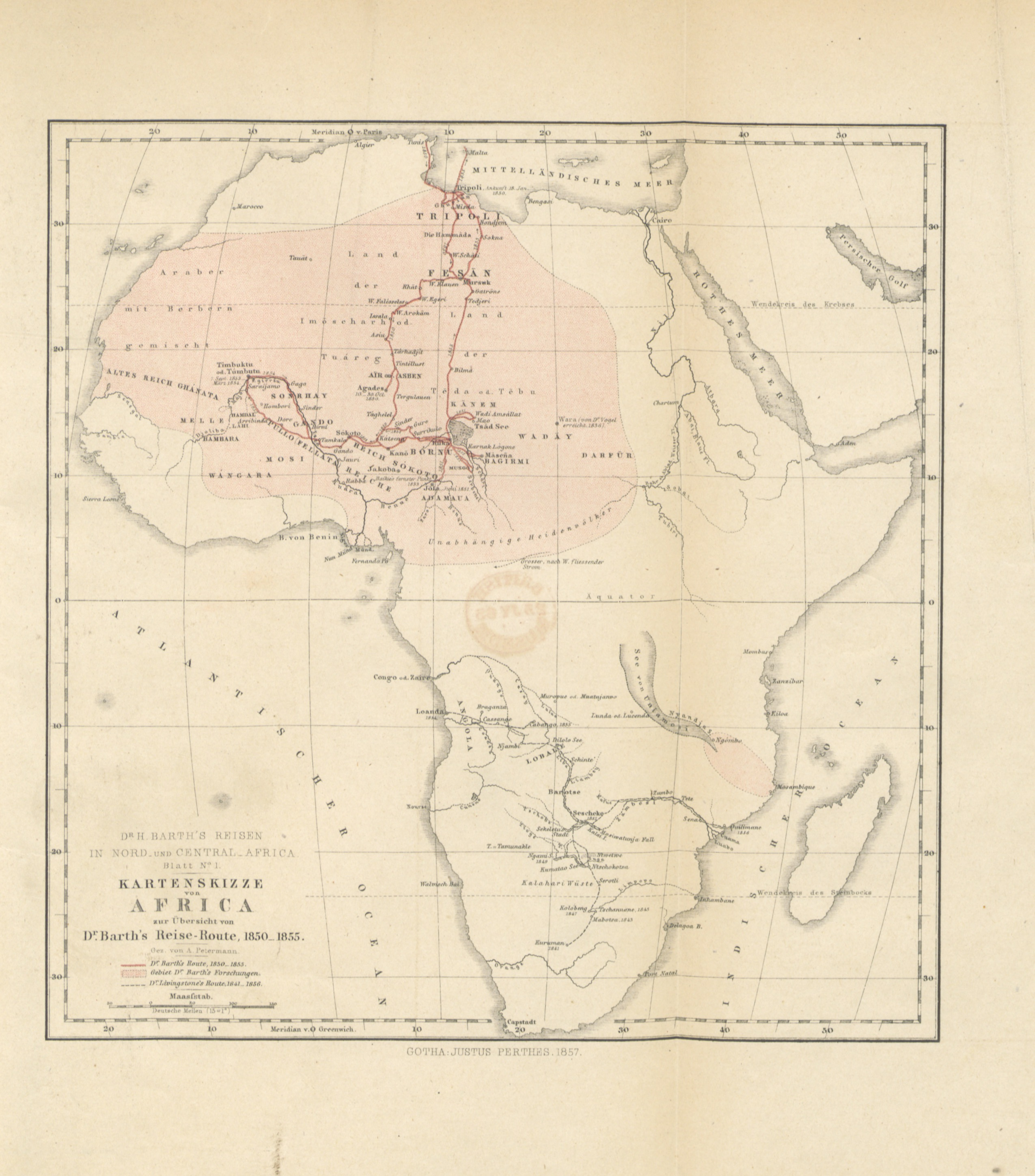
Mapa Barthovy cesty
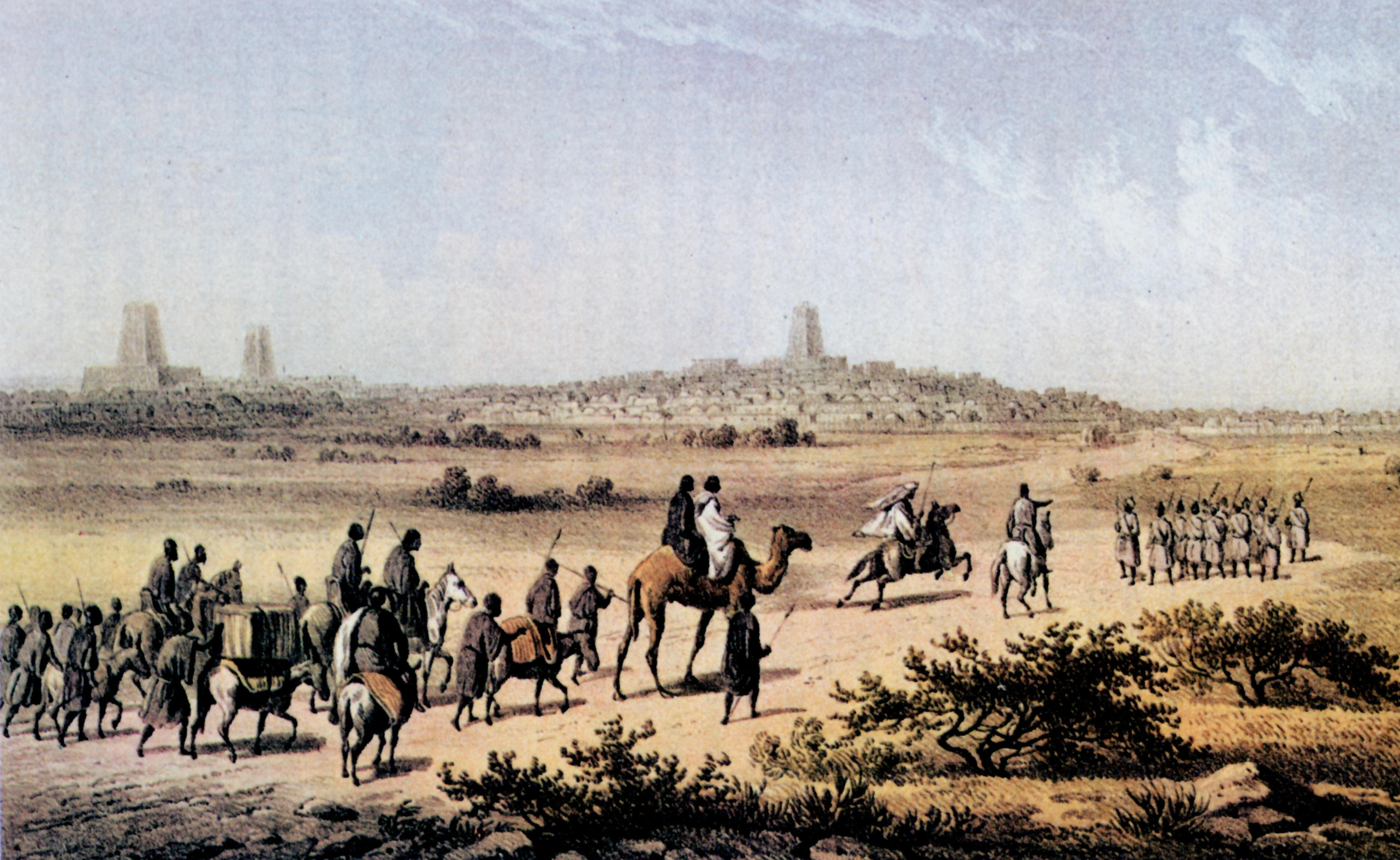
Barthův příjezd do Timbuktu (ilustrace Johann Martin Bernatz)
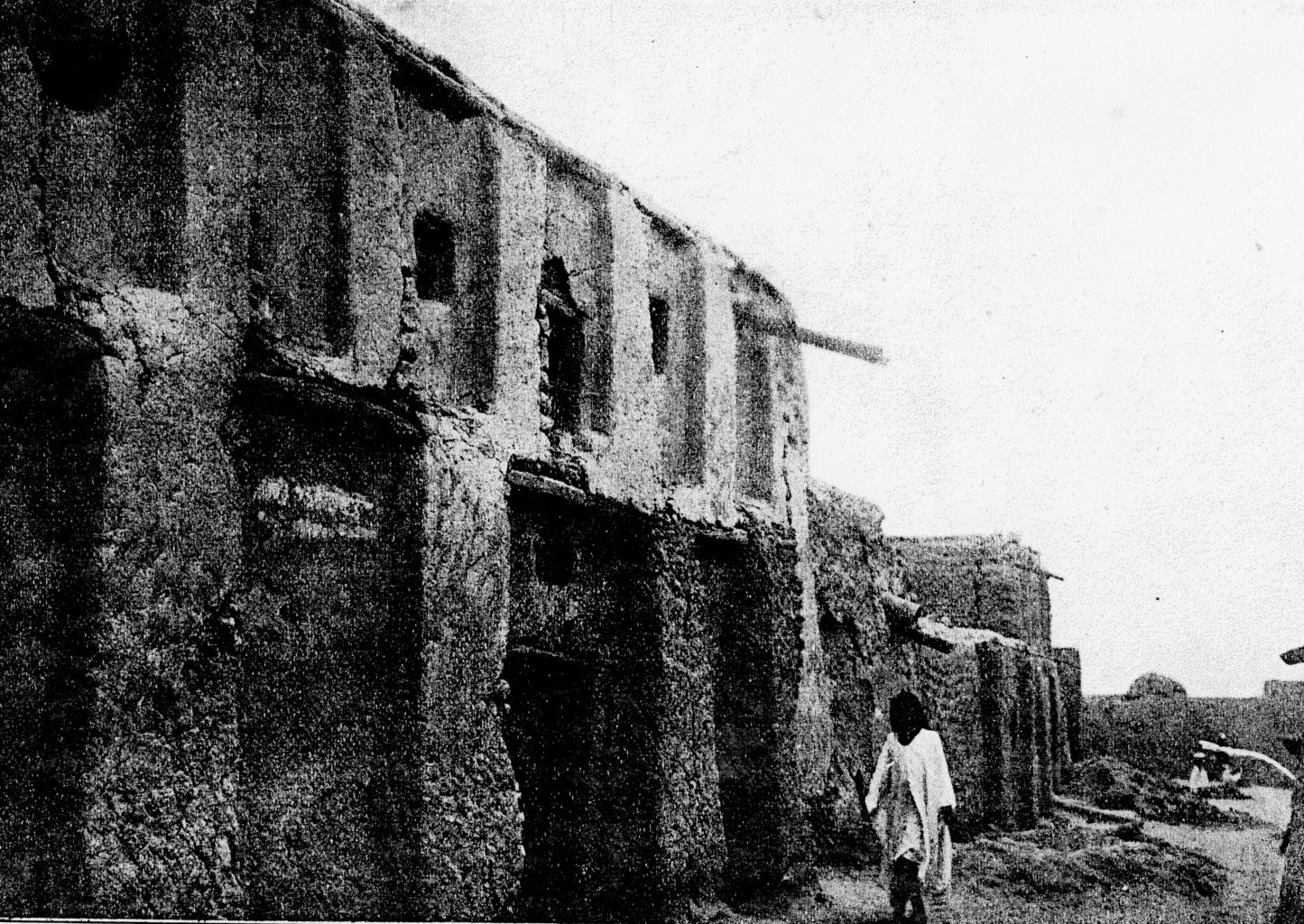
Barthův dům v Timbuktu (foto z roku 1908)